# Ганс Мікош
Ганс Мікош (нім. Hans Mikosch; 7 січня 1898, Каттовіц — 18 січня 1993, Райхсгоф) — німецький воєначальник, генерал-лейтенант вермахту. Кавалер Лицарського хреста Залізного хреста з дубовим листям.

## Біографія
Учасник Першої світової війни. Після демобілізації в 1920 році вступив у поліцію. 15 жовтня 1935 року перейшов у вермахт. З 1 жовтня 1937 року — командир 51-го саперного батальйону. Учасник Польської і Французької кампаній, а також Німецько-радянської війни. З 1942 року командував різними саперними штабами. З 2 жовтня 1943 року — командир 10-ї моторизованої, з 23 грудня 1943 по 25 травня 1944 року — 13-ї танкової дивізії. З 18 червня 1944 року — комендант Булоні, з серпня 1944 року — вищий саперний командир 13. З 1 жовтня 1944 року — комендант військових укріплень в Східній Пруссії. 8 квітня 1945 року взятий в полон радянськими військами. 7 червня 1950 року військовим трибуналом засуджений до 25 років таборів. 8 жовтня 1955 року репатрійований у ФРН.

## Звання
- Лейтенант (16 травня 1916; патент від 29 січня 1916)
- Оберлейтенант запасу (20 січня 1920)
- Гауптман (15 жовтня 1935)
- Майор (1 березня 1936)
- Оберстлейтенант (1 квітня 1939)
- Оберст (1 квітня 1942)
- Генерал-майор (1 січня 1944)
- Генерал-лейтенант (16 березня 1945)

## Нагороди
- Залізний хрест
  - 2-го класу (12 червня 1916)
  - 1-го класу (6 червня 1918)
- Нагрудний знак «За поранення» в чорному
- Сілезький Орел 2-го і 1-го ступеня
- Почесний хрест ветерана війни з мечами
- Медаль «За вислугу років у Вермахті» 4-го, 3-го, 2-го і 1-го класу (25 років)
- Медаль «У пам'ять 13 березня 1938 року»
- Застібка до Залізного хреста
  - 2-го класу (19 жовтня 1939)
  - 1-го класу (14 травня 1940)
- Медаль «За Атлантичний вал»
- Лицарський хрест Залізного хреста з дубовим листям
  - лицарський хрест (21 травня 1940)
  - дубове листя (№201; 6 березня 1943)
- Медаль «За зимову кампанію на Сході 1941/42»
- Нагрудний знак «За поранення» в сріблі
- Німецький хрест в золоті (13 листопада 1942)